# Shakur Juiston
Shakur Asiatic Juiston (Newark, 31 marzo 1996) è un cestista statunitense.

## Carriera
Il 20 febbraio 2021 viene firmato dai Memphis Hustle, con cui inizia la carriera professionistica. Il 18 settembre seguente passa all'Aris Salonicco; il 26 giugno 2022 si trasferisce al Peristeri, rimanendo così nel campionato greco.
Il 7 febbraio 2023 viene firmato dall'EWE Oldenburg.